# Josep Jové i Agustinoy
Josep Jové i Agustinoy, més conegut com a Pep Jové, (Barcelona, 1955) és un actor de cinema, teatre i televisió català. L'any 2020 va ser candidat al Goya al millor actor secundari per la seva interpretació a la pel·lícula La estrategia del pequinés, però finalment no va ser escollit per l'acadèmia de cinema com una de les quatre nominacions dels XXXIV Premis Goya. També va participar com a guionista de la pel·lícula de 2018 Fiesta, juntament amb Rubén Montero Martínez, Enric Pardo, Laia Soler i Tatiana Dunyó.

## Obres seleccionades

### Teatre
- Pallarina, poeta i puta (2012, La Seca Espai Brossa)[5]
- La dama de les camèlies (2014, La Seca Espai Brossa)[6][7]

### Cinema
- Lolita al desnudo (1991)[1]
- Faust 5.0 (2001)[1]
- Inconscients (2004)[1]
- La lluna en el cove (2007) (títol orig.: "La luna en botella")[8][9]
- Animals (2012)[1]
- La estrategia del pequinés (2019)[2]

### Televisió
- Poblenou (1994)[1]
- Nissaga de poder (1997)[1]
- Isabel (2012)[1]
- Merlí (2015) com a Santi[10]
- La embajada (2016)[1]